# David Servan-Schreiber
David Servan-Schreiber (21 de abril de 1961 – 24 de julho de 2011) foi um psiquiatra francês. Iniciou em 1978 os seus estudos na Faculdade de Medicina Necker-Enfants, em Paris, e concluiu o curso em 1984, na Universidade Laval do Quebeque. Exerceu a sua profissão de clínico no Canadá e nos Estados Unidos até 2002, onde contribuiu para fundar e em seguida dirigir o Centro de Medicina Complementar ou Integrativa de Pittsburg. Faleceu em decorrência do reaparecimento do câncer diagnosticado em 1992.

## Carreira
Especializou-se em Medicina Interna e em Psiquiatria no Hospital Royal Victoria e Universidade de McGill em Montreal. Depois juntou-se aos seus irmãos na Universidade Carnegie Mellon de Pittsburgh, onde se dedicou à investigação em cibernética e à sua aplicação em neurociências cognitivas e das emoções. Criou em 1988 com Jonathan Cohen um laboratório de neurociências cognitivas, que dirigiu até 1997. Em 1990, obteve um doutoramento em neurociências cognitivas com uma tese sobre os mecanismos neurobiológicos do pensamento e das emoções, a influência das emoções nos processos cognitivos ao nível neuronal, sob a égide de Herbert Simon, um laureado com o Prémio Nobel. E ainda se especializou em psiquiatria no Instituto Psiquiátrico de Pittsburgh. Aí exerceu actividade de ensino entre 1993 e 1996. Depois de 2002, regressa a França, onde se dedica à psicoterapia por integração neuro-emocional através dos movimentos oculares.

## Divulgação científica
David Servan-Schreiber tem tido um grande sucesso como divulgador das ciências complementares aplicadas à terapia clínica. O seu livro "Guérir", publicado em 2003 pelas Éditions Robert Lafffont e traduzido em Portugal pelas Publicações Dom Quixote, "Curar" (1ª – Edição Maio de 2004; 6ª Edição – Janeiro de 2008), vendeu mais de 1,3 milhão de exemplares em 28 línguas. Aborda sete novas vias que permitem a qualquer pessoa participar no seu próprio tratamento através da modulação das emoções. Em 2007, publicou um segundo livro “Anticancer”, também traduzido em Portugal, “Anti-cancro, pela Editora Caderno, em 2008, traduzido em 40 línguas. Neste, fala da sua própria experiência com um cancro cerebral, complementando o tratamento clássico – cirurgia, quimioterapia e radioterapia – através da modelação das defesas naturais por controlo emocional. Aborda os estilos de vida que contribuem para prevenir ou complementar os tratamentos convencionais do cancro.
Publicou mais de 90 artigos em revistas científicas, e participou em várias conferências internacionais. Como tem desacreditado a psiquiatria convencional e a psicanálise, tem recebido por parte especialistas desta área críticas severas. Os cientistas colocam no centro do debate a sua aposta exagerada nos métodos naturais em detrimento dos novos avanços técnico-científicos na área da medicina. Em todo caso, o Instituto Nacional do Câncer, em França, tem vindo a confirmar e a subscrever as suas teses no que respeita ao benefício da nutrição e actividade psíquica na prevenção e acompanhamento dos tratamentos convencionais do câncer.